# Greenwood (Indiana)
Greenwood is een plaats (city) in de Amerikaanse staat Indiana, en valt bestuurlijk gezien onder Johnson County.

## Demografie
Bij de volkstelling in 2000 werd het aantal inwoners vastgesteld op 36.037.
In 2006 is het aantal inwoners door het United States Census Bureau geschat op 44.767, een stijging van 8730 (24,2%).

## Geografie
Volgens het United States Census Bureau beslaat de plaats een oppervlakte van
37,0 km², geheel bestaande uit land. Greenwood ligt op ongeveer 242 m boven zeeniveau.

## Plaatsen in de nabije omgeving
De onderstaande figuur toont nabijgelegen plaatsen in een straal van 12 km rond Greenwood.